# ماي فايل
ماي فايل (بالإنجليزية: May Vale)‏ هي رسامة أسترالية، ولدت في 18 نوفمبر 1862 في بالارات في أستراليا، وتوفيت في 6 أغسطس 1945.

## معرض صور

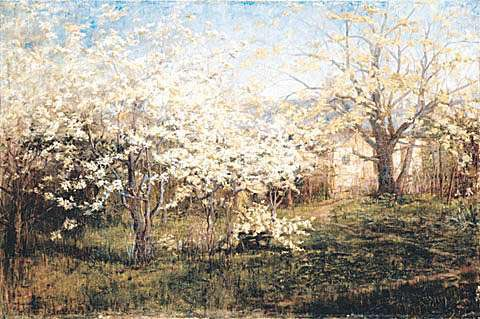
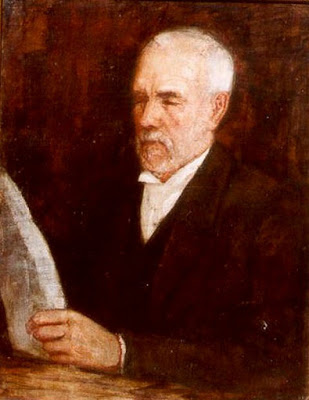
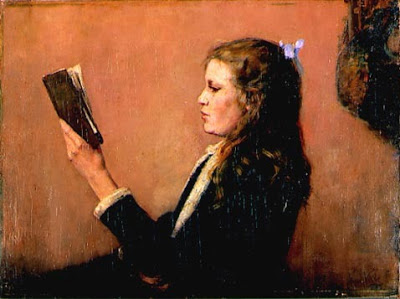
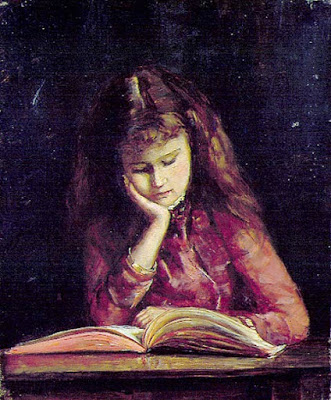